# La Porta
La Porta település Franciaországban, Haute-Corse megyében. Lakosainak száma 191 fő (2022. január 1.). La Porta Quercitello, Castineta, Casabianca, Piano, Scata, Ficaja és Croce községekkel határos.

## Népesség
A település népességének változása:
| Lakosok száma | 358  | 422  | 248  | 242  | 210  | 199  | 193  | 191  | 191  | 191  |
|               | 1968 | 1982 | 1990 | 2006 | 2013 | 2015 | 2017 | 2019 | 2020 | 2022 |